# Boyd Holbrook

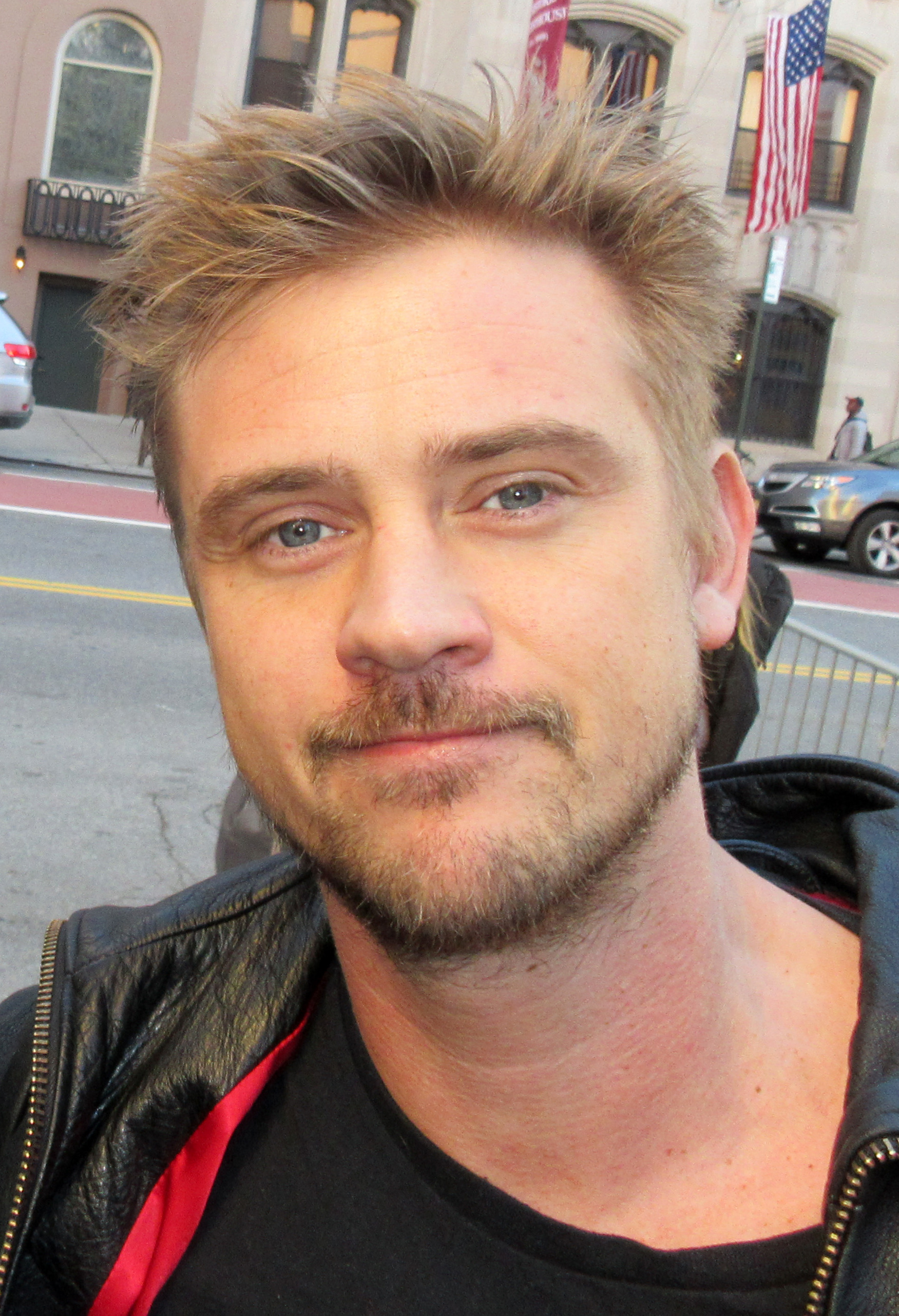
Boyd Holbrook (2018)

Robert Boyd Holbrook (* 1. September 1981 in Prestonsburg, Kentucky) ist ein US-amerikanischer Schauspieler und Model.

## Karriere
Boyd Holbrook arbeitete Teilzeit als Bühnentechniker an einem Theater in Kentucky, als er 2001 von einer Modelagentur entdeckt wurde. Nach einigen Jahren auf den Laufstegen begann Holbrook ein Filmstudium an der New York University und Schauspielunterricht am William Esper Studio.
2008 erhielt er eine erste Nebenrolle in Gus Van Sants Biopic Milk. Es folgten Auftritte in Fernsehproduktionen wie The Unusuals und The Beautiful Life. 2013 hatte Holbrook kleinere Auftritte in den Filmen Seelen und Liberace, 2014 in David Finchers Thriller Gone Girl – Das perfekte Opfer.
Von 2015 bis 2016 war Holbrook in einer Hauptrolle in der Netflix-Serie Narcos über Drogenkartelle in den 1980er und 1990er Jahren in Kolumbien zu sehen. Es folgten weitere Film- und Fernsehauftritte. 2020 ist er als Hauptdarsteller in der Serie The Fugitive zu sehen. 2024 spielte er Johnny Cash in Like A Complete Unknown.
Holbrook war mit der Schauspielerin Elizabeth Olsen liiert, welche sich nach der Verlobung 2014 von ihm trennte.

## Filmografie (Auswahl)
- 2008: Milk
- 2009: The Unusuals (Fernsehserie, Episode 1x05)
- 2009: The Beautiful Life (Fernsehserie, Episode 1x01)
- 2011: Higher Ground – Der Ruf nach Gott (Higher Ground)
- 2011: Die Tochter meines besten Freundes (The Oranges)
- 2011: The Big C (Fernsehserie, 6 Episoden)
- 2011: The Reunion
- 2011: Moving Takahashi (Kurzfilm)
- 2012: The Magic of Belle Isle – Ein verzauberter Sommer (The Magic of Belle Isle)
- 2012: Hatfields & McCoys (Miniserie, 3 Episoden)
- 2013: Very Good Girls – Die Liebe eines Sommers (Very Good Girls)
- 2013: Seelen (The Host)
- 2013: Liberace – Zu viel des Guten ist wundervoll (Behind the Candelabra, Fernsehfilm)
- 2013: Auge um Auge (Out of the Furnace)
- 2014: The Skeleton Twins
- 2014: Accidents – Totgeschwiegen (Little Accidents)
- 2014: Ruhet in Frieden – A Walk Among the Tombstones (A Walk Among the Tombstones)
- 2014: Gone Girl – Das perfekte Opfer (Gone Girl)
- 2015: Run All Night
- 2015: Jane Got a Gun
- 2015–2016: Narcos (Fernsehserie, 20 Episoden)
- 2016: Das Morgan Projekt (Morgan)
- 2016: The Free World
- 2017: Logan – The Wolverine (Logan)
- 2017: Boomtown
- 2018: Predator – Upgrade (The Predator)
- 2019: In the Shadow of the Moon
- 2020: The Fugitive (Fernsehserie)
- 2020: We Can Be Heroes
- 2021: The Cursed – Der Fluch der Bestie (The Cursed)
- 2021: Beckett
- 2022: Rache auf Texanisch (Vengeance)
- 2022–2025: Sandman (The Sandman, Fernsehserie)
- 2023: Indiana Jones und das Rad des Schicksals (Indiana Jones and the Dial of Destiny)
- 2023: The Bikeriders
- 2023: Justified: City Primeval (Miniserie, 8 Episoden)
- 2024: Like A Complete Unknown (A Complete Unknown)